# Tāzeh Kand-e Khān Kandī
Tāzeh Kand-e Khān Kandī (persiska: تازه کند خان کندی) är en ort i Iran.   Den ligger i provinsen Östazarbaijan, i den nordvästra delen av landet, 500 km väster om huvudstaden Teheran. Tāzeh Kand-e Khān Kandī ligger 1 287 meter över havet och antalet invånare är 481.
Terrängen runt Tāzeh Kand-e Khān Kandī är platt åt sydväst, men åt nordost är den kuperad. Runt Tāzeh Kand-e Khān Kandī är det ganska tätbefolkat, med 90 invånare per kvadratkilometer. Närmaste större samhälle är Malekān, 3,3 km sydost om Tāzeh Kand-e Khān Kandī. Trakten runt Tāzeh Kand-e Khān Kandī består till största delen av jordbruksmark.